# Jan van Genève (-1297)
Jan van Genève ( - gestorven 1297) was bisschop van Valence & Die (1283-1297), een verenigd bisdom in het Heilige Roomse Rijk.

## Levensloop
Jan was een zoon van Rudolf, graaf van Genève, en Maria van Coligny. Vanaf 1280 was hij abt van de abdij van Saint-Seine, in het bisdom Langres.
In 1283 werd zijn oudere broer Henri verkozen tot bisschop van Valence & Die. Toch verbrak paus Martinus IV de aanstelling van de beide kapittels in een bul van 13 februari 1283. Abt Jan werd in de plaats van Henri bisschop van Valence & Die.
In de eerste jaren schoot de bisschop goed op met de graaf van Valence; het gebied van de graaf werd Valentinois genoemd. De graaf van Valence was pro-Frans en steunde het naburige Dauphiné in de strijd tegen het opkomende graafschap Savoye. Bisschop Jan steunde de graaf van Valence.
Doch de kanunniken van de kathedraal van Valence eisten meer vrijheden; die kregen ze in 1288. Bisschop Jan verhoogde de belastingen in Valence en Die; hij deed dit met het oog op een bezoek aan de keizer van het Heilige Roomse Rijk. Op een concilie in Murten werd de keizer ontvangen. Jan was ook aanwezig. De steden Valence en Die, alsook de graaf van Valence, wilden niets weten van de demarche van de keizer. Het episcopaat van Jan eindigde in disputen. Van een unie tussen de bisdommen Valence en Die kwam niet veel meer in huis; de beide bisdommen bleven in een losse unie naast mekaar bestaan.